# 産学官連携功労者表彰
産学官連携功労者表彰（さんがくかんれんけいこうろうしゃひょうしょう）とは、企業や大学などの公的研究機関が連携した科学技術イノベーション活動において、顕著な功績があったと認められる個人または、団体に対して行う表彰であった。
内閣府が取りまとめを行い、内閣総理大臣賞をはじめ、各大臣賞、主催者団体会長賞を表彰する、産学官連携分野では規模と栄誉が極めて大きい表彰である。また、複数のノーベル賞受賞者や文化勲章などの授与者らが、受賞・授与前に表彰されており、科学技術・イノベーション分野においても大きな価値がある表彰となっていた。
第15回（2017年度）を最後に、さらなるオープンイノベーションの推進などの観点から本表彰制度の見直しの検討が実施され、2018年度より「日本オープンイノベーション大賞」として新たに実施されることになった。

## 概要

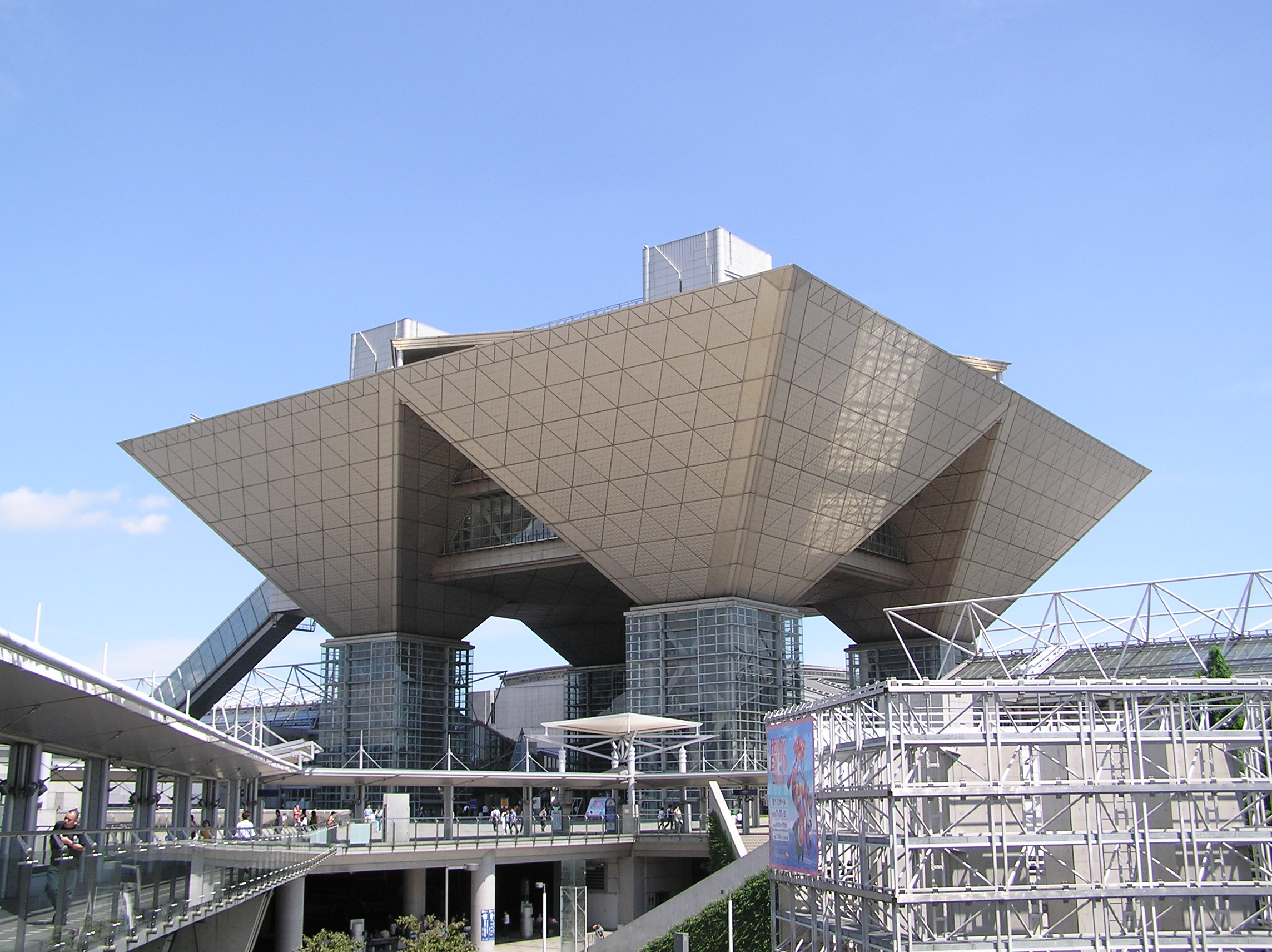
表彰式会場となる東京国際展示場（東京ビッグサイト）

企業、大学、公的研究機関等の産学官連携活動において、大きな成果を収め、あるいは先導的な取組を行う等、産学官連携活動の推進に多大な貢献をした優れた成功事例に関し、その功績を称えることで我が国の産学官連携活動の更なる進展に寄与することを目的とした。
主催は内閣府、総務省、文部科学省、厚生労働省、農林水産省、経済産業省、国土交通省、環境省、一般社団法人日本経済団体連合会、日本学術会議である。取りまとめ機関は、内閣府の政策統括官（科学技術・イノベーション担当）であった。各省庁および団体が一堂に会して産学官連携（ベンチャー企業連携や地方創生の観点からの連携を含む）、科学技術・イノベーション分野の表彰を行うものは同表彰制度のみであり、規模と栄誉において大きな価値がある表彰制度であった。
これまでの表彰者には、ノーベル賞受賞者の赤﨑勇博士や天野浩博士（両人ともノーベル賞受賞前に表彰されている）らが、経営者ではソフトバンクBB株式会社の孫正義代表取締役社長兼CEOなど、わが国を代表する大企業や中小・ベンチャー企業経営者まで、数多くの人物・団体が表彰されている。
2003年（平成15年）から実施されており、東京国際展示場（東京ビッグサイト）で表彰式を開催していた。表彰の授与は、内閣府科学技術政策担当大臣や総合科学技術・イノベーション会議（CSTI）有識者議員などから行われていた。

## 表彰対象
2017年の第15回表彰現在、下記の分野において、オープンイノベーションを推進するための仕組み強化の観点から極めて顕著な、または特に顕著な功績があったと認められる個人、または団体を表彰対象としていた。
- 企業と大学等との共同研究・受託研究等による成果の事例
- 大学等の研究成果である特許やノウハウを企業等へ技術移転を行い製品化した成果の事例
- 大学等の研究開発成果を活用したベンチャー創出等の成果の事例
- 地域における産学官連携による成果の事例
- その他産学官連携による優れた成果の事例

## 応募方法と資格
- 公募方式（自薦他薦、国籍を問わない）。
- 禁固刑以上の刑歴を有する者は受賞対象から除外される。

## 表彰の種類
- 内閣総理大臣賞
  - 極めて顕著な功績又は功労があったと認められる者
- 科学技術政策担当大臣賞
  - 特に顕著な功績又は功労があったと認められる者
- 総務大臣賞
  - 情報通信技術、消防防災技術、地域の振興等の視点から特に顕著な功績又は功労があったと認められる者
- 文部科学大臣賞
  - 科学技術・学術の振興の視点から特に顕著な功績又は功労があったと認められる者
- 厚生労働大臣賞
  - 医薬品・医療機器等関連産業の振興の視点から特に顕著な功績又は功労があったと認められる者
- 農林水産大臣賞
  - 農林水産業及び関連産業の振興の視点から特に顕著な功績又は功労があったと認められる者
- 経済産業大臣賞
  - 鉱工業の科学技術の振興の観点から特に顕著な功績又は功労があったと認められる者
- 国土交通大臣賞
  - 国土交通分野における科学技術の振興の視点から特に顕著な功績又は功労があったと認められる者
- 環境大臣賞
  - 地球環境保全、公害の防止、自然環境の保護及びその他の環境の保全の視点から特に顕著な功績又は功労があったと認められる者
- 日本経済団体連合会会長賞
  - 産業界の視点から特に顕著な功績又は功労があったと認められる者
- 日本学術会議会長賞
  - 学術の視点から特に顕著な功績又は功労があったと認められる者
- 産学官連携功労者選考委員会特別賞
  - オープンイノベーションの推進や産学官の効果的な連携強化の先導的事例となる視点から顕著な功績又は功労があったと認められる者（第14回表彰から創設）

## 選考委員
第15回（2017年度）表彰における選考委員（役職は当時のもの）。
- 原山優子 - 内閣府総合科学技術・イノベーション会議有識者議員（＊）
- 久間和生 - 内閣府総合科学技術・イノベーション会議有識者議員
- 上山隆大 - 内閣府総合科学技術・イノベーション会議有識者議員
- 相原博昭 - 東京大学　大学執行役・副学長、大学院理学系研究科教授、日本学術会議第三部部長
- 飯田昭夫 - いいだ特許事務所代表弁理士
- 江原秀敏 - 一般社団法人コラボ産学官専務理事
- 小出和之 - 公益財団法人栃木県産業振興センターとちぎフードイノベーション推進室室長
- 呉雅俊 - 一般社団法人日本ベンチャーキャピタル協会常務理事
- 庄田隆 - 第一三共株式会社相談役
- 根本勝則 - 一般社団法人日本経済団体連合会常務理事
- 林千晶 - 株式会社ロフトワーク代表取締役社長
- 原口直人 - 株式会社マイナビニューメディア事業部統括編集長

＊：選考委員主査

## 歴代受賞者

### 第1回表彰（2003年度・平成15年度）
| 賞名                     | 受賞案件名                                                         | 受賞者名 |
| ------------------------ | ------------------------------------------------------------------ | --- |
| 内閣総理大臣賞           | 大口径・高密度プラズマ処理装置の開発                               | 大見忠弘 東北大学名誉教授・東北大学未来科学技術共同センター客員教授 東京エレクトロン株式会社                                                                               |
| 科学技術政策担当大臣賞   | 歯科・頭頸部用小照射野X線CT装置の開発                              | 新井喜糊 松本歯科大学助教授（日本大学講師） 森田隆一郎 株式会社モリタ製作所代表取締役 瀬在幸安 日本大学総長・NUBIC（日本大学国際産業技術・ビジネス育成センター）センター長 |
| 科学技術政策担当大臣賞   | 近赤外分光分析法を応用した果実の品質計測機器の開発                 | 株式会社果実非破壊品質研究所 |
| 科学技術政策担当大臣賞   | 寝たきり予防と医療費削減を可能とした地域の健康づくりシステムの開発 | 久野譜也 筑波大学講師 松田光生 筑波大学教授 石津政雄 大洋村村長 |
| 文部科学大臣賞           | HGF遺伝子治療薬の開発                                              | 森下竜一 大阪大学教授 金田安史 大阪大学教授 山田英 アンジェスエムジー株式会社代表取締役社長                                                                                |
| 文部科学大臣賞           | やさシートの開発                                                   | 白鳥世明 慶應義塾大学理工学部助教授 林原仁 株式会社プラスト代表取締役 清水啓助 慶應義塾大学知的資産センター所長                                                            |
| 文部科学大臣賞           | 超精密半導体計測技術の開発                                         | 潮谷義子 熊本県知事 久保田弘 熊本大学教授 松村敏人 熊本県地域結集型共同研究事業事業総括                                                                                    |
| 経済産業大臣賞           | 3次元音響技術の研究開発                                            | 濱田晴夫 株式会社ダイマジック代表取締役会長 |
| 経済産業大臣賞           | INS（岩手ネットワークシステム）による地域産学官連携活動            | INS（岩手ネットワークシステム） |
| 総務大臣賞               | YRPにおける移動通信技術の研究開発と産学官連携の推進                | YRP研究開発推進協会 |
| 日本経済団体連合会会長賞 | HORBによる分散管理環境の開発                                       | 平野聡 独立行政法人産業技術総合研究所情報処理研究部門主任研究員 HORB運営委員会                                                                                             |
| 日本学術会議会長賞       | 窒化物半導体による青色発光デバイスの開発                           | 赤﨑勇 名古屋大学名誉教授 |

### 第2回表彰（2004年度・平成16年度）
| 賞名                     | 受賞案件名                                                            | 受賞者名 |
| ------------------------ | --------------------------------------------------------------------- | --- |
| 内閣総理大臣賞           | セルフクリーニング建材・放熱部材等の光触媒利用技術の産業化            | 橋本和仁 東京大学教授 渡部俊也 東京大学教授 藤嶋昭 東京大学名誉教授 （元東陶機器株式会社研究所主幹・事業部次長） |
| 科学技術政策担当大臣賞   | メタボローム（全代謝物質）解析技術の開発と実用化                      | 曽我朋義 慶應義塾大学助教授（ヒューマン・メタボローム・テクノロジーズ株式会社取締役） 冨田勝 慶應義塾大学先端生命科学研究所所長 （ヒューマン・メタボローム・テクノロジーズ株式会社取締役） 清水啓助 慶應義塾大学知的資産センター所長 |
| 科学技術政策担当大臣賞   | 機能性アミノ酸ギャバ（γ－アミノ酪酸）を富化した新規食材の開発と製品化 | 農研機構 |
| 科学技術政策担当大臣賞   | モニュメント型風力発電機の開発                                        | 西村琢磨 協同組合プロード代表理事 山本富士夫 福井大学教授 福井県工業技術センター |
| 総務大臣賞               | 研究開発用ギガビットネットワーク (JGN :Japan Gigabit Network)         | 齊藤忠夫 通信・放送機構（現・独立行政法人情報通信研究機構）ギガビットネットワーク研究開発プロジェクトプロジェクトリーダー （東京大学名誉教授） 研究開発用ギガビットネットワーク                                                      |
| 経済産業大臣賞           | ナノ構造制御、ナノ加工技術による新機能ガラスの開発                    | 平尾一之 京都大学大学院工学研究科教授 西井準治 独立行政法人産業技術総合研究所光技術研究部門ガラス材料技術グループグループリーダー 田中修平 社団法人ニューガラスフォーラム研究開発部長                                                |
| 経済産業大臣賞           | 飯塚 (e-ZUKA) TRY VALLEY構想の推進                                    | 江頭貞元 飯塚市市長 下村輝夫 九州工業大学学長 菊川清 近畿大学産業理工学部学部長 |
| 日本経済団体連合会会長賞 | 超微細インクジェットの開発                                            | 独立行政法人産業技術総合研究所ナノテクノロジー研究部門 |
| 日本学術会議会長賞       | ヒト細胞・組織による培養表皮・培養軟骨の開発                          | 上田実 名古屋大学教授 越智光夫 広島大学教授 小澤秀雄 株式会社ジャパン・ティッシュエンジニアリング代表取締役 |
| 日本学術会議会長賞       | 高性能人工肺Platinum Cube NCVCの開発と製品化                          | 妙中義之 国立循環器病センター人工臓器部長 佐藤正喜 東洋紡績株式会社医療用具製造センター部長 酒井一成 大日本インキ化学工業株式会社メンブレン本部本部長                                                                                |

### 第3回表彰（2005年度・平成17年度）
| 賞名                     | 受賞案件名                                                       | 受賞者名 |
| ------------------------ | ---------------------------------------------------------------- | --- |
| 内閣総理大臣賞           | ユビキタスコンピューティング技術の研究                           | 坂村健 YRPユビキタス・ネットワーキング研究所所長 （T-Engineフォーラム代表）（東京大学教授）                                                                                            |
| 科学技術政策担当大臣賞   | 「極低温電子顕微鏡装置」の開発・実用化及び膜たんぱく質の構造解析 | 藤吉好則 京都大学大学院理学研究科教授 |
| 科学技術政策担当大臣賞   | 短稈コシヒカリの開発                                             | 美濃部侑三 株式会社植物ゲノムセンター代表取締役社長 王子軒 株式会社植物ディー・エヌ・エー機能研究所プロジェクトリーダー                                                                |
| 総務大臣賞               | 水／空気2流体混合噴霧消火システムを用いた放水装備                | 野口真太郎 三菱重工業株式会社技術本部横浜研究所鉄構研究室研究員 金西猛 横浜市消防局消防訓練センター研究開発課長 鶴田俊 独立行政法人消防研究所特殊火災研究グループ長                    |
| 文部科学大臣賞           | 「超低電力反射型カラー液晶ディスプレイ」の開発                   | 内田龍男 東北大学大学院工学研究科教授 シャープ株式会社 |
| 文部科学大臣賞           | 知的クラスター創成事業「長野・上田スマートデバイスクラスター」   | 財団法人長野県テクノ財団 遠藤守信 信州大学工学部教授 谷口彬雄 信州大学繊維学部教授 |
| 経済産業大臣賞           | 超高密度磁気記録技術の研究開発と実用化                           | 中村慶久 東北大学電気通信研究所教授 山口一幸 東北学院大学工学部非常勤講師 城石芳博 株式会社日立グローバルストレージテクノロジーズ執行役員主幹技師長                                    |
| 経済産業大臣賞           | 立命館大学における先進的産学官連携組織モデルによる新産業創出     | 田中道七 学校法人立命館総長顧問 |
| 日本経済団体連合会会長賞 | ウォーターオーブン「ヘルシオ」の研究                             | 宮武和孝 大阪府立大学大学院生命環境科学研究科教授 大西忠一 NPO法人グリーン環境技術工業会副理事長・元大阪府立大学大学院工学研究科助教授 井上隆 シャープ株式会社電化商品開発センター室長 |
| 日本学術会議会長賞       | 病院設置型微小血管撮影装置の開発と臨床応用                       | 盛英三 国立循環器病センター研究所心臓生理部長 竹下聡 国立循環器病センター心臓血管内科 河合敏昭 浜松ホトニクス株式会社主査                                                              |

### 第4回表彰（2006年度・平成18年度）
| 賞名                     | 受賞案件名                                                           | 受賞者名 |
| ------------------------ | -------------------------------------------------------------------- | --- |
| 内閣総理大臣賞           | 革新的金属材料「金属ガラス」を用いた産業用小型・高性能デバイスの開発 | 井上明久 東北大学金属材料研究所所長・教授 若菜和夫 並木精密宝石株式会社法務グループマネージャー 長坂宏 長野計器株式会社製造本部丸子電子機器工場AMセンサ技術部次長                                                            |
| 科学技術政策担当大臣賞   | 「タンパク質の結晶化技術」の開発                                     | 高野和文 大阪大学大学院工学研究科助教授 森勇介 大阪大学大学院工学研究科助教授 安達宏昭 株式会社創晶代表取締役社長 |
| 科学技術政策担当大臣賞   | 「SPECT機能画像解析パッケージ」の開発                                | 飯田秀博 国立循環器病センター研究所放射線医学部長 中澤真弓 日本メジフィジックス株式会社製品企画第一部アシスタントマネージャー 林田孝平 武田病院画像診断センターセンター長（元国立循環器病センター放射線診療部医長）          |
| 総務大臣賞               | けいはんな情報通信オープンラボにおける研究開発の推進                 | 井植敏 けいはんな情報通信オープンラボ研究推進協議会理事長 秋山喜久 社団法人関西経済連合会会長 立石義雄 財団法人関西文化学術研究都市推進機構理事長                                                                            |
| 科学技術政策担当大臣賞   | クイック水素ガス検知センサーの開発－シーズイノベーション型技術移転－ | 原田修治 新潟大学工学部教授 結城洋司 株式会社新潟ティーエルオー代表取締役社長 株式会社テクノリンク |
| 科学技術政策担当大臣賞   | 知的クラスター創成事業 「浜松オプトロニクスクラスター」              | 石村和清 財団法人浜松地域テクノポリス推進機構理事長 川人祥二 静岡大学電子工学研究所教授 寺川進 浜松医科大学光量子医学研究センター教授                                                                                        |
| 経済産業大臣賞           | サルファーフリー軽油製造のための高機能新規脱硫触媒の開発             | 持田勲 九州大学産学連携センター特任教授 岡本康昭 島根大学総合理工学部教授 藤川貴志 コスモ石油株式会社中央研究所水素化精製グループ長                                                                                          |
| 経済産業大臣賞           | 「撮影速度100万コマ/秒の高速度ビデオカメラ」の開発                   | 江藤剛治 近畿大学理工学部教授 武藤秀樹 リンク・リサーチ株式会社代表取締役社長 近藤泰志 株式会社島津製作所分析計測事業部事業戦略室新規事業開発グループ課長                                                                    |
| 日本経済団体連合会会長賞 | 産学アライアンスによる「環境に優しい有機系電子デバイス・材料」の開発 | 松重和美 包括的産学融合アライアンス有機系エレクトロニクス・デバイス開発産学融合室室長、京都大学副学長 |
| 日本経済団体連合会会長賞 | 微量有害元素を高速分析可能な「高輝度エックス線分析顕微鏡」の開発     | 中澤弘基 独立行政法人物質・材料研究機構フェロー 細川好則 株式会社エックスレイプレシジョン代表取締役社長（元株式会社堀場製作所開発部長） 駒谷慎太郎 株式会社堀場製作所科学システム統括部XGTプロジェクトプロジェクトマネジャー |
| 日本学術会議会長賞       | 「インテリジェント触媒」の開発                                       | 西畑保雄 独立行政法人日本原子力研究開発機構副主任研究員 田中裕久 ダイハツ工業株式会社エクゼクティブ・テクニカル・エキスパート                                                                                                |

### 第5回表彰（2007年度・平成19年度）
| 賞名                     | 受賞案件名 | 受賞者名 |
| ------------------------ | --- | --- |
| 内閣総理大臣賞           | フォトニックネットワーク技術の研究開発及び大学発・カーブアウト型ベンチャーの設立                               | 荒川泰彦 東京大学教授 中野義昭 東京大学教授 菅原充 株式会社QDレーザ代表取締役社長 |
| 科学技術政策担当大臣賞   | ナノレベル電子セラミックス低温成形・集積化技術の開発                                                           | 明渡純 独立行政法人産業技術総合研究所先進製造プロセス研究部門集積加工研究グループグループ長 清原正勝 TOTO株式会社総合研究所基礎研究部部長 今中佳彦 富士通株式会社テクノロジセンタープロセス技術開発センターセンター長付 |
| 科学技術政策担当大臣賞   | 米ぬかを原料とする高機能・多機能炭素材料RBセラミックスの開発と応用                                             | 堀切川一男 東北大学教授 松田莞爾 三和油脂株式会社代表取締役社長 白田良晴 株式会社白田製作所代表取締役 |
| 総務大臣賞               | 少水量型消火剤の開発と新たな消火戦術の構築                                                                     | 高橋道夫 シャボン玉石けん株式会社専務取締役 上江洲一也 北九州市立大学教授 山家桂一 北九州市消防局防災対策部長 |
| 文部科学大臣賞           | 産学連携による次世代モバイルインターネット端末の開発                                                           | 坪内和夫 東北大学教授 日本電気株式会社 三菱電機株式会社 |
| 文部科学大臣賞           | 「九州広域クラスター」（システムLSI設計開発拠点の形成）の推進                                                  | 麻生渡 九州広域クラスター本部会議議長、福岡県知事 安浦寛人 九州広域クラスター福岡地域研究統括 九州大学システムLSI研究センターセンター長 国武豊喜 九州広域クラスター北九州学術研究都市地域研究統括、北九州市立大学副学長 |
| 文部科学大臣賞           | 次世代高性能レーザー技術の開発                                                                                 | 和田智之 独立行政法人理化学研究所中央研究所固体光学デバイス研究ユニットリーダー 内田保雄 株式会社メガオプト代表取締役社長                                                                                               |
| 経済産業大臣賞           | 「身体機能を拡張するロボットスーツHAL」の開発                                                                  | 山海嘉之 筑波大学教授 CYBERDYNE株式会社 筑波大学知的財産統括本部 |
| 経済産業大臣賞           | TAMAプロジェクト広域的な産学官＋金融の連携による研究開発から製品化・販路開拓までの一貫した連続的支援体制の整備 | 古川勇二 社団法人首都圏産業活性化協会会長 井深丹 タマティーエルオー株式会社代表取締役社長 山崎正芳 西武信用金庫理事長                                                                                                   |
| 日本経済団体連合会会長賞 | 「Cat-CVD装置」の開発                                                                                          | 松村英樹 北陸先端科学技術大学院大学教授 中村久三 株式会社アルバック代表取締役会長 石橋啓次 キヤノンアネルバ株式会社エレクトロンデバイス事業本部第二ED事業部第二プロダクト部マネージャー                                 |
| 日本学術会議会長賞       | 「高速原子間力顕微鏡」の開発                                                                                   | 安藤敏夫 金沢大学教授 オリンパス株式会社 有限会社金沢大学ティ・エル・オー |

### 第6回表彰（2008年度・平成20年度）
| 賞名                     | 受賞案件名                                                                               | 受賞者名 |
| ------------------------ | ---------------------------------------------------------------------------------------- | --- |
| 内閣総理大臣賞           | 超高密度HDDのための高性能トンネル磁気抵抗素子の開発                                      | 湯浅新治 独立行政法人産業技術総合研究所エレクトロニクス研究部門研究グループ長 鈴木義茂 大阪大学教授 ジャヤプラウィラ ダビッド キヤノンアネルバ株式会社エレクトロンデバイス事業本部部長 |
| 科学技術政策担当大臣賞   | 完全養殖クロマグロの産業化                                                               | 熊井英水 近畿大学理事・教授 大原司 株式会社アーマリン近大代表取締役社長 |
| 科学技術政策担当大臣賞   | 周波数解析法を用いた生体認証装置の開発                                                   | 梅崎太造 名古屋工業大学教授 中央発條株式会社 ディー・ディー・エス |
| 総務大臣賞               | 「超高速インターネット衛星通信システムのコア技術」の開発                                 | 立居場光生 有明工業高等専門学校校長、九州大学名誉教授 日本電気株式会社航空宇宙・防衛事業本部宇宙システム事業部 三菱電機株式会社鎌倉製作所 |
| 文部科学大臣賞           | 「高分解能三次元電子顕微鏡装置」の開発                                                   | 陣内浩司 京都工芸繊維大学准教授 日本電子株式会社 |
| 文部科学大臣賞           | 自立歩行を可能としたアクティブ歩行器「ハートステップ」の開発                             | 小林宏 東京理科大学教授 入江和隆 株式会社ハートウォーカージャパン代表取締役 佐藤裕 神田通信工業株式会社開発技術部応用機器開発室室長（元株式会社日立メディコマッスルケアプロジェクトリーダー）                                                                                                 |
| 文部科学大臣賞           | 函館マリンバイオクラスター形成の推進                                                     | 米田義昭 財団法人函館地域産業振興財団副理事長 山内晧平 愛媛大学社会連携推進機構特命教授、南予水産研究センターセンター長（元北海道大学副理事、創成科学共同研究機構副理事長） 宮嶋克己 公立はこだて未来大学共同研究センター産学官連携コーディネーター（元北海道立工業技術センター研究開発部長） |
| 厚生労働大臣賞           | 血栓性疾患関連酵素ADAMTS13の活性測定法の開発                                             | 宮田敏行 国立循環器病センター研究所病因部部長 小亀浩市 国立循環器病センター研究所脈管生理部室長 常見雅彦 株式会社ペプチド研究所企画開発部部長 |
| 農林水産大臣賞           | 食品残さを活用した発酵リキッドフィーディングの開発                                       | 川島知之 独立行政法人農業・食品産業技術総合研究機構畜産草地研究所研究チーム長 高橋巧一 株式会社小田急ビルサービス小田急フードエコロジーセンター顧問 |
| 経済産業大臣賞           | 岡山リサーチパークインキュベーションセンター (ORIC) を拠点とした地域の一体的連携支援事業 | 松尾彰 岡山リサーチパークインキュベーションセンター (ORIC) センター長兼インキュベーションマネジャー 横田尚之 財団法人岡山県産業振興財団経営支援部中小企業支援センターセンター長 窪田真一郎 岡山県工業技術センター機械系技術部研究員                                                           |
| 経済産業大臣賞           | 高精度がん放射線治療装置の開発                                                           | 川田則幸 三菱重工業株式会社医療機器事業統括室主席技師 平岡真寛 京都大学教授 小久保雅樹 財団法人先端医療振興財団先端医療センター放射線治療科部長 |
| 経済産業大臣賞           | 「宮崎公設試発SPG技術」を活用した地域活性化                                              | 鳥越清 宮崎県工業技術センター材料開発部部長 中島忠夫 コントロールリポテックス株式会社代表取締役（元宮崎県工業技術センター所長） 中島昇 エス・ピー・ジーテクノ株式会社代表取締役社長 |
| 国土交通大臣賞           | 繊維質固化処理土「ボンテラン」による高含水比泥土の再資源化技術                           | 高橋弘 東北大学教授 森雅人 株式会社森環境技術研究所所長 益子恵治 ボンテラン工法研究会会長 |
| 環境大臣賞               | 準好気性埋立構造（福岡方式）及びクローズドシステム処分場の開発                           | 花嶋正孝 財団法人福岡県環境保全公社リサイクル総合研究センターセンター長、福岡大学名誉教授 |
| 日本経済団体連合会会長賞 | 高圧枯渇法による高品質微結晶シリコンの高速製膜技術の開発                                 | 近藤道雄 独立行政法人産業技術総合研究所太陽光発電研究センターセンター長 山内康弘 三菱重工業株式会社長崎造船所太陽電池事業ユニット主幹技師 竹内良昭 三菱重工業株式会社技術本部長崎研究所プラズマ光技術研究室主席研究員                                                                         |
| 日本学術会議会長賞       | リアルタイム3次元顕微撮像システムの開発及び細胞内分子動態リアルタイム可視化研究          | 中野明彦 独立行政法人理化学研究所主任研究員、東京大学教授 御厨健太 横河電機株式会社技術企画本部原価企画センター長 谷岡健吉 日本放送協会放送技術研究所所長 |

### 第7回表彰（2009年度・平成21年度）
| 賞名                     | 受賞案件名                                                                             | 受賞者名 |
| ------------------------ | -------------------------------------------------------------------------------------- | --- |
| 内閣総理大臣賞           | エルビウム光ファイバ増幅器 (EDFA) の開発とその高度化                                   | 中沢正隆 東北大学電気通信研究所教授 萩本和男 日本電信電話株式会社未来ねっと研究所所長 大越春喜 古河電気工業株式会社情報通信カンパニー部長 |
| 科学技術政策担当大臣賞   | 「EBウイルスを用いたヒトリンパ球由来抗体の大量作製技術」の開発                         | 髙田賢藏 北海道大学遺伝子病制御研究所教授、株式会社イーベック代表取締役会長 土井尚人 株式会社イーベック代表取締役社長 独立行政法人産業技術総合研究所北海道センター |
| 科学技術政策担当大臣賞   | 「環境にやさしいナノテクものづくり」拠点形成の推進                                     | 石丸典生 愛知・名古屋地域知的クラスター創成事業本部長、社団法人発明協会愛知県支部長 丸勢進 愛知・名古屋地域知的クラスター創成事業研究統括・名古屋大学名誉教授 財団法人科学技術交流財団 |
| 総務大臣賞               | バス経路検索システム「バスネット」および機能集約型インテリジェントバス停の研究開発     | 菅原一孔 鳥取大学大学院工学研究科情報エレクトロニクス専攻教授 |
| 文部科学大臣賞           | 重イオンビームを用いた新しい育種法の開発                                               | 阿部知子 独立行政法人理化学研究所仁科加速器研究センター生物照射チームチームリーダー 福西暢尚 独立行政法人理化学研究所仁科加速器研究センター運転技術チーム チームリーダー 鈴木賢一 サントリーフラワーズ株式会社園芸事業部生産・SCMグループ部長                                                                                          |
| 文部科学大臣賞           | ダチョウによる新たな抗体大量作製技術を用いた鳥インフルエンザ防御用素材の開発           | 塚本康浩 京都府立大学教授、オーストリッチファーマ株式会社代表取締役 |
| 文部科学大臣賞           | 「無冷媒強磁場超伝導マグネット装置」の開発                                             | 渡邉和雄 東北大学金属材料研究所教授 櫻庭順二 住友重機械工業株式会社主席研究員 |
| 厚生労働大臣賞           | ヒト化抗ヒトIL-6受容体抗体（アクテムラ）の製品化                                       | 岸本忠三 大阪大学大学院教授 永山治 中外製薬株式会社代表取締役社長 |
| 厚生労働大臣賞           | 「EBUS-TBNAシステム」の開発                                                            | 仁科研一 オリンパスメディカルシステムズ株式会社超音波技術開発部課長代理 多田野誠一 オリンパスメディカルシステムズ株式会社内視鏡マーケティング部課長代理 安福和弘 Assistant Professor of Surgery, Toronto General Hospital, University Health Network, University of Toronto, Toronto, Canada（トロント大学附属トロント総合病院准教授） |
| 農林水産大臣賞           | 安全なエビ（バナメイ）の生産システム・プラントの開発                                   | マーシー・ワイルダー 独立行政法人国際農林水産業研究センター水産領域プロジェクトリーダー 野原節雄 株式会社アイ・エム・ティー専務取締役 奥村卓二 独立行政法人水産総合研究センター養殖研究所生産技術部繁殖研究グループチーム長 |
| 経済産業大臣賞           | 世界最軽量の汎用小型風力発電システムの開発                                             | 伊藤瞭介 ゼファー株式会社代表取締役社長 松宮煇 独立行政法人産業技術総合研究所エネルギー技術研究部門客員研究員 荒川忠一 東京大学大学院工学系研究科教授 |
| 経済産業大臣賞           | 「4次元X線CT装置」の開発                                                               | 片田和広 藤田保健衛生大学医学部放射線医学教室教授 遠藤真広 佐賀県健康福祉本部理事（元独立行政法人放射線医学総合研究所企画部部長） 東芝メディカルシステムズ株式会社CT事業部CT開発部 |
| 国土交通大臣賞           | 次世代低公害大型自動車の開発                                                           | 日産ディーゼル工業株式会社 日野自動車株式会社 独立行政法人交通安全環境研究所次世代低公害大型車開発・実用化チーム |
| 国土交通大臣賞           | 「草の根ITS」の導入・推進                                                              | 熊谷靖彦 高知工科大学教授 高知県土木部道路課 筒井啓造 測研社 |
| 環境大臣賞               | 「木質バイオマスを全量燃料にするパイロコーキング技術」の開発                           | 林潤一郎 九州大学教授（元北海道大学教授） 上杉浩之 バイオコーク技研株式会社代表取締役社長 |
| 日本経済団体連合会会長賞 | 世界初・水素材料に関する先端科学研究センターを設立-世界の頭脳が集結した産学官連携拠点- | 村上敬宜 独立行政法人産業技術総合研究所水素材料先端科学研究センター研究センター長、九州大学理事・副学長 麻生渡 福岡県知事 |
| 日本学術会議会長賞       | 「大規模糖鎖解析装置及び疾患マーカー探索技術」の開発                                   | 西村紳一郎 北海道大学大学院先端生命科学研究院教授、産業技術総合研究所招聘研究員 近藤裕郷 塩野義製薬株式会社執行役員医薬研究本部長 システム・インスツルメンツ株式会社 |

### 第8回表彰（2010年度・平成22年度）
| 賞名                     | 受賞案件名                                                                     | 受賞者名 |
| ------------------------ | ------------------------------------------------------------------------------ | --- |
| 内閣総理大臣賞           | 世界に先駆け「エネファーム」を製品化                                           | 永田裕二 東芝燃料電池システム株式会社技師長 |
| 科学技術政策担当大臣賞   | 脳腫瘍の完全摘出技術の開発                                                     | 村垣善浩 東京女子医科大学先端生命医科学研究所先端工学外科学分野准教授 渡部滋 株式会社日立メディコメディカルITシステム本部本部長 南部恭二郎 東芝メディカルシステムズ株式会社研究開発センター戦略開発部戦略企画担当主査 |
| 科学技術政策担当大臣賞   | 新型インフルエンザを医療現場において15分で確定診断可能な簡易検査法の開発       | 秋山徹 独立行政法人国立国際医療研究センター研究所室長 楢原謙次 株式会社ミズホメディー第一開発部部長 |
| 総務大臣賞               | 「ネットワーク触覚インターフェイス」の実用化                                   | 川﨑晴久 岐阜大学工学部人間情報システム工学科教授 石榑康彦 株式会社丸富精工開発設計課課長 松村雅人 イー・バレイ株式会社取締役                                                                                         |
| 総務大臣賞               | 眼科遠隔診療システムの開発                                                     | 郷健太郎 山梨大学大学院医学工学総合研究部医学・工学融合学域生体環境医工学系准教授 柏木賢治 山梨大学大学院医学工学総合研究部医学学域臨床医学系（地域医療学）准教授                                                     |
| 文部科学大臣賞           | 「超ハイブリッド材料」の開発                                                   | 阿尻雅文 東北大学原子分子材料科学高等研究機構教授 市川和義 財団法人化学技術戦略推進機構研究開発事業部技術部長 山内幸彦 独立行政法人産業技術総合研究所計測フロンティア研究部門副研究部門長                             |
| 文部科学大臣賞           | 鋳造CAEシステム「ADSTEFAN」の開発                                              | 安斎浩一 東北大学大学院工学研究科教授 高橋勇 株式会社日立製作所日立研究所主任研究員 谷本雅俊 茨城日立情報サービス株式会社ADSTEFANセンタ副センタ長                                                                     |
| 文部科学大臣賞           | 「アレルキャッチャー製品群」の開発                                             | 白井汪芳 信州大学名誉教授 ダイワボウノイ株式会社 株式会社信州TLO |
| 厚生労働大臣賞           | 「新方式デジタルマンモグラフィ」の開発                                         | 遠藤登喜子 独立行政法人国立病院機構名古屋医療センター高度診断研究部部長・放射線科部長 千代知成 富士フイルム株式会社メディカルシステム開発センター主任研究員                                                           |
| 農林水産大臣賞           | 植物ウイルス病ワクチンの開発と製品化                                           | 小坂能尚 京都府農林水産技術センター生物資源研究センター所長 夏秋知英 宇都宮大学農学部教授 株式会社微生物化学研究所 |
| 経済産業大臣賞           | 「次世代ハードディスク（パターンド・メディア）用電子線マスタリング装置」の開発 | 本目精吾 株式会社エリオニクス代表取締役会長 中谷功 独立行政法人物質・材料研究機構特別研究員 新野秀憲 東京工業大学精密工学研究所教授                                                                                   |
| 経済産業大臣賞           | 中小企業が主役となり、着実に成果に結びつける産学官連携システムHoPE             | 荒磯恒久 北海道大学産学連携本部副本部長・TLO部門長・教授、HoPE運営委員長 鴨田秀一 前北海道立工業試験場技術支援センター所長、前HoPE企画委員長 渡邊民嗣 三晃化学株式会社代表取締役、HopE代表世話人                      |
| 国土交通大臣賞           | 「居眠り運転警告シート」の開発                                                 | 金子成彦 入眠予兆研究会代表、東京大学大学院工学系研究科教授 |
| 国土交通大臣賞           | 「鋼製ストラット付きコンクリートツインアーチ橋」の高度施工技術                 | 二羽淳一郎 東京工業大学大学院教授 山田均 横浜国立大学大学院教授 高徳裕平 大林組・ピーエス三菱共同企業体フーバーダム橋工事事務所工事長                                                                                 |
| 環境大臣賞               | 少水量対応高効率地中熱利用ヒートポンプシステムの開発                           | 中村靖 新日鉄エンジニアリング株式会社シニアマネジャー 長野克則 北海道大学大学院工学研究院教授 葛隆生 北九州市立大学国際環境工学部講師                                                                                 |
| 日本経済団体連合会会長賞 | 電気絶縁性と柔軟性を両立させた超長寿命絶縁材料の開発                           | 佐藤一彦 独立行政法人産業技術総合研究所環境化学技術研究部門主幹研究員 島田広道 独立行政法人産業技術総合研究所つくばセンター次長 内田博 昭和電工株式会社コーポレートフェロー                                           |
| 日本学術会議会長賞       | 大規模トキシコゲノミクスデータベースを活用した新規安全性バイオマーカーの開発   | 大野泰雄 国立医薬品食品衛生研究所副所長 漆谷徹郎 独立行政法人医薬基盤研究所プロジェクトリーダー、同志社女子大学薬学部教授 トキシコゲノミクス・インフォマティクスプロジェクト参加製薬企業13社                          |

### 第9回表彰（2011年度・平成23年度）
| 賞名                     | 受賞案件名                                                                                         | 受賞者名 |
| ------------------------ | -------------------------------------------------------------------------------------------------- | --- |
| 内閣総理大臣賞           | 電子機器の小型化・大容量化を可能とする半導体接着技術〜ダイボンディングフィルムの開発〜             | 稲田禎一 日立化成工業株式会社筑波総合研究所基盤技術開発センタ主管研究員 井上隆 山形大学大学院理工学研究科機能高分子工学専攻客員教授、東京工業大学名誉教授                                                                                      |
| 科学技術政策担当大臣賞   | 「ラジカル計測・制御及び広帯域超短パルス光」の開発                                                 | 堀勝 名古屋大学大学院工学研究科教授・同研究科附属プラズマナノ工学研究センターセンター長 後藤俊夫 名古屋大学大学院工学研究科名誉教授、中部大学副学長・教授 西澤典彦 名古屋大学大学院工学研究科准教授、NUシステム株式会社取締役                  |
| 総務大臣賞               | テラヘルツ・アレイセンサとハンディ・テラヘルツカメラの開発                                         | 小田直樹 日本電気株式会社誘導光電事業部エグゼクティブエキスパート 寳迫巌 独立行政法人情報通信研究機構未来ICT研究所副研究所長 小宮山進 東京大学大学院総合文化研究科広域科学専攻相関基礎科学系教授                                               |
| 総務大臣賞               | 高圧水駆動カッターの研究開発                                                                       | 櫻護謨株式会社 東京消防庁消防技術安全所 株式会社スギノマシン高圧装置事業部 首都大学東京機械工学専攻 |
| 文部科学大臣賞           | 「人間の心情と意図を理解する人工頭脳エンジン」の開発                                               | 青江順一 徳島大学大学院ソシオテクノサイエンス研究部教授 樫地真確 株式会社言語理解研究所代表取締役 |
| 文部科学大臣賞           | ICTを用いた「切れ目のない医療支援体制」の確立                                                      | 吉田晃敏 旭川医科大学学長 孫正義 ソフトバンクBB株式会社代表取締役社長兼CEO |
| 文部科学大臣賞           | 「有効成分が可食なSaFE農薬」の開発                                                                 | 有本裕 独立行政法人理化学研究所特別招聘研究員 今井哲弥 大塚アグリテクノ株式会社取締役鳴門研究所長 加嶋崇之 石原産業株式会社中央研究所生物科学研究室研究員                                                                                      |
| 厚生労働大臣賞           | 「薬用植物（甘草）の人工水耕栽培システム」の開発                                                   | 吉松嘉代 独立行政法人医薬基盤研究所薬用植物資源研究センター育種生理研究室長 斎藤俊哉 鹿島建設株式会社エンジニアリング本部生産・研究施設第3グループGL（現土木管理本部土木技術部次長） 後藤英司 千葉大学大学院園芸学研究科環境調節工学研究室教授 |
| 厚生労働大臣賞           | 血圧脈波検査装置VaSera（バセラ）の開発                                                             | 白井厚治 東邦大学医療センター佐倉病院教授 高田正信 富山逓信病院病院長 福田孝太郎 フクダ電子株式会社代表取締役社長 |
| 農林水産大臣賞           | 「厚物構造用合板（ネダノン）」の開発                                                               | 独立行政法人森林総合研究所厚物構造用合板研究グループ 東京合板工業組合 東北合板工業組合 秋田県立大学木材高度加工研究所 |
| 農林水産大臣賞           | 未利用水産資源から抽出したプロテオグリカンを利用した新産業の創出                                   | 地方独立行政法人青森県産業技術センター 弘前大学 |
| 経済産業大臣賞           | 産学官連携コンソーシアムにより粘土膜材料を実用化〜地域資源を利用して環境問題を解決する素材を開発〜 | 蛯名武雄 独立行政法人産業技術総合研究所コンパクト化学システム研究センター先進機能材料チーム長 塚本勝朗 ジャパンマテックス株式会社代表取締役社長 黒坂恵一 クニミネ工業株式会社開発部部長                                                        |
| 経済産業大臣賞           | 自動車の軽量化に貢献するエンジニアプラスチック接着技術                                             | 青木孝司 株式会社デンソー材料技術部機能複合材料室課長 高原淳 九州大学先導物質化学研究所主幹教授・副所長 |
| 経済産業大臣賞           | カラーユニバーサルデザインのための色弱模擬フィルタの開発                                           | 中内茂樹 豊橋技術科学大学大学院工学研究科教授 篠森敬三 高知工科大学情報学群教授 加藤裕久 伊藤光学工業株式会社取締役技術部ジェネラルマネージャー                                                                                                |
| 国土交通大臣賞           | 静的圧入による液状化対策技術の確立                                                                 | 山崎浩之 独立行政法人港湾空港技術研究所地盤研究領域長 秋元惠一 静的圧入締固め工法（CPG工法）研究会会長 善功企 九州大学大学院教授（西部地区自然災害資料センター長）                                                                             |
| 国土交通大臣賞           | 地震多発地域での大水深、急潮流下のボスポラス海峡沈埋トンネル                                       | 小山文男 大成建設株式会社部長（前沈埋トンネル所長） 清宮理 早稲田大学創造理工学部教授 安田進 東京電機大学理工学部教授 |
| 環境大臣賞               | 電動バス及び非接触充電装置の開発                                                                   | 大聖泰弘 早稲田大学大学院環境・エネルギー研究科教授 高橋俊輔 昭和飛行機工業株式会社輸送・機器事業本部開発事業部IPS・EV事業室技師長 |
| 日本経済団体連合会会長賞 | 不揮発メモリ（FeRAM）の事業化                                                                      | 石原宏 東京工業大学名誉教授 有本由弘 株式会社富士通研究所R&Dマネジメント本部知財戦略部エキスパート 恵下隆 富士通セミコンダクター株式会社プロセス技術統括部FRAMプロセス技術部部長                                                               |
| 日本学術会議会長賞       | 創薬プラットフォーム技術「RAPIDシステム」の実用化                                                  | ペプチドリーム株式会社 菅裕明 東京大学大学院理学系研究科教授 |

### 第10回表彰（2012年度・平成24年度）
| 賞名                     | 受賞案件名                                                                                         | 受賞者名 |
| ------------------------ | -------------------------------------------------------------------------------------------------- | --- |
| 内閣総理大臣賞           | 植込み型補助人工心臓「EVAHEART」の開発                                                             | 山崎俊一 株式会社サンメディカル技術研究所代表取締役社長 山崎健二 東京女子医科大学心臓血管外科主任教授医学博士 |
| 科学技術政策担当大臣賞   | ナノ精度機械加工法の開発と非球面ガラスレンズの高精度化                                             | 厨川常元 東北大学大学院工学研究科教授 飯坂順一 株式会社ニコン新事業開発本部仙台分室テクニカルアドバイザー 林寛 株式会社ジェイテクト研究開発センター加工システム研究部部長                                                       |
| 総務大臣賞               | 超臨場感コミュニケーション技術の研究推進及び成果展開                                               | 原島博 東京大学名誉教授 |
| 文部科学大臣賞           | 磁気インピーダンス素子（MIセンサ）による電子コンパスおよびモーションセンサの開発                   | 毛利佳年雄 名古屋大学名誉教授 本蔵義信 愛知製鋼株式会社専務取締役 |
| 文部科学大臣賞           | 「モノクローナル抗体迅速作製技術」（ADLibRシステム）の開発                                         | 藤原正明 株式会社カイオムバイオサイエンス代表取締役社長 太田邦史 株式会社カイオムバイオサイエンス社外取締役・東京大学大学院総合文化研究科広域科学専攻・生命環境学系教授                                                         |
| 厚生労働大臣賞           | 「ヒトiPS細胞から分化誘導した肝臓細胞」の製品化                                                    | 川端健二 独立行政法人医薬基盤研究所幹細胞制御プロジェクトプロジェクトリーダー 水口裕之 大阪大学大学院薬学研究科分子生物学分野教授 横山周史 株式会社リプロセル代表取締役社長                                                     |
| 農林水産大臣賞           | 「前処理を簡便にしたBSE検査キット」の開発                                                          | 横山隆 独立行政法人農業・食品産業技術総合研究機構動物衛生研究所プリオン病研究センター上席研究員（中課題推進責任者） 牛木祐子 株式会社ニッピバイオマトリックス研究所課長 山本卓司 株式会社ニッピバイオマトリックス研究所課長代理 |
| 経済産業大臣賞           | 「nanoe（ナノイー）」を生み出したナノ粒子技術の開発                                                | 奥山喜久夫 広島大学大学院工学研究院教授 山内俊幸 パナソニック株式会社アプライアンス社技術本部材料技術センター参事 須田洋 パナソニック株式会社アプライアンス社技術本部 ホームアプライアンス開発センター主幹技師                  |
| 経済産業大臣賞           | 「汚泥発生量を従来の1／10以下に低減する旋回噴流式オゾン排水処理システム」の開発                    | 井口学 北海道大学名誉教授 設樂守良 株式会社ヒューエンス代表取締役 |
| 国土交通大臣賞           | 今までに例のない地上発進・地上到達が可能なシールド工法の開発                                       | 西村和夫 首都大学東京大学院都市環境科学研究科教授 杉本光隆 長岡技術科学大学工学部教授 井澤昌佳 株式会社大林組東京本社担当課長                                                                                                   |
| 国土交通大臣賞           | VOC（揮発性有機化合物）と船体抵抗を低減する塗料の開発・実用化                                      | 中国塗料株式会社 日立化成工業株式会社 独立行政法人海上技術安全研究所低VOC船底防汚塗料開発・実用化チーム |
| 環境大臣賞               | 知的照明および輻射空調システム等を統合的に活用した低炭素型オフィス設備の最適化制御に関する技術開発 | 細包憲志 三菱地所株式会社都市計画事業室長 川瀬貴晴 千葉大学大学院工学研究科教授 三木光範 同志社大学大学院工学研究科教授 |
| 日本経済団体連合会会長賞 | 「1700℃級ガスタービン冷却技術」の開発                                                              | 伊藤栄作 三菱重工業株式会社原動機事業本部ガスタービン技術部次長兼技術統括本部高砂研究所主席 塚越敬三 三菱重工業株式会社原動機事業本部技監・技師長（マネージング・エキスパート） 武石賢一郎 大阪大学大学院工学研究科教授         |
| 日本学術会議会長賞       | 「外乱オブザーバ応用技術」の開発                                                                   | 大西公平 慶應義塾大学理工学部教授 青山藤詞郎 慶應義塾大学理工学部教授 柿沼康弘 慶應義塾大学理工学部准教授 |

### 第11回表彰（2013年度・平成25年度）
| 内閣総理大臣賞           | 100ギガビット級超高速光伝送システム技術の研究推進及び成果展開                         | 日本電気株式会社 富士通株式会社 三菱電機株式会社 菊池和朗 東京大学大学院工学系研究科電気系工学専攻教授                                                                          |
| 科学技術政策担当大臣賞   | 「多発性硬化症治療薬フィンゴリモド」の開発                                            | 千葉健治 田辺三菱製薬株式会社研究本部先端医療研究所所長 藤多哲朗 京都大学名誉教授 佐々木重夫 株式会社タイショーテクノス開発部長                                                 |
| 総務大臣賞               | ネットワーク音声翻訳技術の実用化                                                      | 隅田英一郎 独立行政法人情報通信研究機構ユニバーサルコミュニケーション研究多言語翻訳研究室室長 小林照二 株式会社フィート代表取締役社長 夏目誠 成田国際空港株式会社代表取締役社長 |
| 文部科学大臣賞           | 血管内治療の技術トレーニングのためのテーラーメイド超精密手術シミュレータの開発        | 福田敏男 名古屋大学名誉教授・名城大学教授 池田誠一 ファイン・バイオメディカル有限会社代表取締役 新井史人 名古屋大学教授                                                         |
| 文部科学大臣賞           | レアメタルフリーLiFePO4正極の量産プロセス開発                                         | 岡田重人 九州大学先導物質化学研究所准教授 八田直樹 三井造船株式会社技術開発本部千葉技術開発センター技師長 阿部一雄 三井造船株式会社事業開発本部LIB事業室室長                    |
| 厚生労働大臣賞           | 「顧みられない熱帯感染症」創薬研究データベースの開発                                  | 秋山泰 東京工業大学大学院情報理工学研究科計算工学専攻教授 北潔 東京大学大学院医学系研究科国際保健学専攻教授 アステラス製薬株式会社熱帯感染症研究チーム                          |
| 農林水産大臣賞           | メチル化カテキン高含有「べにふうき」緑茶とそれを利用した外用剤の開発                  | 山本（前田）万里 独立行政法人農業・食品産業技術総合研究機構食品総合研究所食品機能研究領域長（前野菜茶業研究所茶業研究領域） 谷野伸吾 株式会社バスクリン取締役製品開発部門担当   |
| 経済産業大臣賞           | 試作コインランドリ ～豊富な設備とノウハウを提供するMEMS開発オープンプラットフォーム～ | 戸津健太郎 東北大学マイクロシステム融合研究開発センター准教授 本間孝治 株式会社メムス・コア代表取締役社長                                                                       |
| 経済産業大臣賞           | マイクロドーズ臨床試験を活用した革新的創薬支援技術の開発／事業化                      | 杉山雄一 独立行政法人理化学研究所杉山特別研究室特別招聘研究員・東京大学名誉教授 福田睦 積水メディカル株式会社代表取締役社長 山下伸二 摂南大学薬学部教授                         |
| 国土交通大臣賞           | 地盤のリアルタイム液状化判定装置（ピエゾドライブコーン）の開発                        | 大矢陽介 独立行政法人港湾空港技術研究所耐震構造研究チーム 澤田俊一 応用地質株式会社エンジニアリング本部地盤解析部副部長 菅野高弘 独立行政法人港湾空港技術研究所特別研究官       |
| 国土交通大臣賞           | 高性能レーダ（XバンドMPレーダ）によるゲリラ豪雨のリアルタイム観測の実現               | 国土技術政策総合研究所河川研究部 眞木雅之 独立行政法人防災科学技術研究所客員研究 山田正 中央大学理工学部教授                                                                    |
| 環境大臣賞               | 風レンズ技術による高効率風車の開発                                                    | 大屋裕二 九州大学応用力学研究所所長 烏谷隆 九州大学応用力学研究所准教授 内田孝紀 九州大学応用力学研究所准教授 西村秀喜 株式会社リアムウインド開発部                             |
| 日本経済団体連合会会長賞 | 産学垂直連携・共同研究体「TPEC」の創成                                                | 独立行政法人産業技術総合研究所 富士電機株式会社 アルバック |
| 日本学術会議会長賞       | 半導体製造などで使用される高効率紫外レーザー光源 （CLBO波長変換素子）の実用化         | 佐々木孝友 大阪大学名誉教授・大阪大学光科学センター特任教授 森勇介 大阪大学教授 岡田幸勝 株式会社光学技研代表取締役                                                             |

### 第12回表彰（2014年度・平成26年度）
| 賞名                     | 受賞案件名                                                  | 受賞者名 |
| ------------------------ | ----------------------------------------------------------- | --- |
| 内閣総理大臣賞           | 産学官金連携による「江戸っ子1号」の開発                     | 桂川正巳 東京東信用金庫お客様サポート部中小企業応援センター担当コーディネーター 杉野行雄 株式会社杉野ゴム化学工業所代表取締役社長 芝浦工業大学 東京海洋大学 独立行政法人海洋研究開発機構 |
| 科学技術政策担当大臣賞   | オープンソースの組込みリアルタイムOSの開発・普及            | 高田広章 名古屋大学未来社会創造機構・大学院情報科学研究科教授 NPO法人TOPPERSプロジェクト |
| 総務大臣賞               | 世界標準スマートメータ用無線機の開発/標準化/実用化          | 原田博司 独立行政法人情報通信研究機構ソーシャルICT推進研究センター統括・ 京都大学大学院情報学研究科教授 児島史秀 独立行政法人情報通信研究機構ワイヤレスネットワーク研究所スマートワイヤレス研究室研究マネージャー 神田充 株式会社東芝社会インフラシステム社電力流通システム事業部グリッドソリューション推進部スマートメーターシステム技術部参事 |
| 文部科学大臣賞           | 「特徴ある糖質の機能を生かした健康バイオ産業の創出」 の推進 | 谷内田一忠 公益財団法人かがわ産業支援財団産学官連アドバイザー（都市エリア事業事業総括） 桒原正章 公益財団法人かがわ産業支援財団産学官連携アドバイザー（都市エリア事業研究統括） |
| 文部科学大臣賞           | 大阪大学発の新しい産学連携制度「共同研究講座」              | 馬場章夫 大阪大学産学連携本部長 足達健二 ダイキン工業株式会社（大阪大学招へい教授） 吉灘裕 株式会社小松製作所（大阪大学招へい教授） |
| 厚生労働大臣賞           | 自家培養軟骨ジャック®の開発と製品化                         | 越智光夫 広島大学大学院医歯薬保健学研究院統合健康科学部門医学分野整形外科学教授 菅原桂 株式会社ジャパン・ティッシュエンジニアリング研究開発部部長 |
| 農林水産大臣賞           | トドマツの枝葉を利用した空気浄化剤の開発                    | 大平辰朗 独立行政法人森林総合研究所バイオマス化学研究領域樹木抽出成分研究室長 金子俊彦 日本かおり研究所株式会社代表取締役社長 |
| 経済産業大臣賞           | 大学の研究成果から脳梗塞リスク評価ビジネスに展開            | 五十嵐一衛 株式会社アミンファーマ研究所代表取締役社長（千葉大学名誉教授） 片桐大輔 株式会社アミンファーマ研究所専務取締役（千葉大学産学連携・知的財産機構 特任准教授（兼任）） 蒲池孝一 蒲池孝一事務所公認会計士 |
| 経済産業大臣賞           | 強度と骨組織の入り込みやすさを同時に実現した人工骨を商品化  | 名井陽 大阪大学医学部附属病院未来医療開発部未来医療センター副センター長・病院教授 井村浩一 コバレントマテリアル株式会社精密・機能部材事業部秦野事業所バイオ課課長 真崎修 株式会社エム・エム・ティー代表取締役社長 |
| 国土交通大臣賞           | 「高速道路サグ部等交通円滑化システム」の開発                | 国土技術政策総合研究所 大口敬 東京大学生産技術研究所教授 スマート交通流制御研究会（トヨタ自動車株式会社、日産自動車株式会社、株式会社本田技術研究所、マツダ株式会社、富士重工業株式会社） |
| 国土交通大臣賞           | 港湾空間における環境（エコ）ターミナルシステム技術の開発    | 篠田岳思 九州大学大学院工学研究院海洋システム工学部門教授 善功企 九州大学大学院工学研究院海域港湾環境防災共同研究部門特任教授 春日井康夫 独立行政法人港湾空港技術研究所統括研究官（元九州大学大学院工学研究院海域港湾環境防災共同研究部門教授） 江頭和彦 博多港ふ頭株式会社代表取締役社長                                                       |
| 環境大臣賞               | ハイブリッドスパー型浮体式洋上風力発電施設の開発            | 宇都宮智昭 九州大学大学院工学研究海洋エネルギー資源共同研究部門教授 佐藤郁 戸田建設株式会社価値創造推進室開発センターエネルギーユニット課長 白石崇 株式会社日立製作所電力システム社日立事業所風力発電システム部主任技師 |
| 日本経済団体連合会会長賞 | バイオ関連作業用ヒト型汎用ロボット「まほろ」の開発          | 夏目徹 独立行政法人産業技術総合研究所創薬分子プロファイリング研究センターセンター長 梅野真 株式会社安川電機ロボット事業部バイオメディカル事業統括部バイオメディカル技術部アプリケーション技術課課長補佐 |
| 日本学術会議会長賞       | 「低環境負荷非鉛低炭素快削鋼」の開発                        | 及川勝成 東北大学大学院工学研究科教授 JFE条鋼株式会社 石田清仁 東北大学名誉教授 |

### 第13回表彰（2015年度・平成27年度）
| 賞名                     | 受賞案件名                                                                              | 受賞者名 |
| ------------------------ | --------------------------------------------------------------------------------------- | --- |
| 内閣総理大臣賞           | 生活支援ロボットの安全検証技術の開発と標準化                                            | 比留川博久 国立研究開発法人産業技術総合研究所ロボットイノベーション研究センター研究センター長 大場光太郎 同センター研究センター長 藤川達夫 一般財団法人日本自動車研究所ロボットプロジェクト推進室室長 山田陽滋 名古屋大学大学院工学研究科機械理工学専攻教授 |
| 科学技術政策担当大臣賞   | 公設試が開発した炭素繊維複合材料技術の橋渡しによる地場産業の航空機分野進出              | 福井県工業技術センター 株式会社ミツヤ 株式会社SHINDO |
| 科学技術政策担当大臣賞   | 「省エネ用Si基板上GaN系パワー半導体」の開発                                             | 山田陽滋 名古屋工業大学大学院工学研究科教授 大塚晃 DOWAエレクトロニクス株式会社代表取締役社長 |
| 総務大臣賞               | 産学官連携による研究コンソーシアム活動を通じた耐災害ICT研究の推進と社会実装の取組       | 根元義章 耐災害ICT研究協議会代表幹事・国立研究開発法人情報通信研究機構耐災害ICT研究センター長 |
| 文部科学大臣賞           | 動く腫瘍をピンポイントで狙う「“4次元動体追跡型”陽子線治療装置」の開発と普及             | 中村文人 株式会社日立製作所ヘルスケア社粒子線治療事業部事業部長 平本和夫 株式会社日立製作所研究開発グループ技師長 白𡈽博樹 北海道大学大学院医学研究科教授 梅垣菊男 北海道大学大学院工学研究院教授 辻井博彦 放射線医学総合研究所フェロー                     |
| 文部科学大臣賞           | 「再生医療の基盤となる幹細胞培養基材」の開発                                            | 関口清俊 大阪大学蛋白質研究所教授 服部俊治 株式会社ニッピバイオマトリックス研究所所長 中川誠人 京都大学iPS細胞研究所講師 |
| 厚生労働大臣賞           | 在宅訪問歯科診療専用ポータブル器材パッケージDENTAPAC KOKORO（デンタパックココロ）の開発 | 公益社団法人日本歯科医師会 日本歯科医学会 一般社団法人日本歯科商工協会 |
| 農林水産大臣賞           | ダッタンソバ「満天きらり」を用いた耕作放棄地解消と6次産業化事例                         | 国立研究開発法人農業・食品産業技術総合研究機構 北海道農業研究センター 「満天きらり」育成グループ 芦澤順三 有限会社小林食品代表取締役社長 田原昭彦 株式会社神門代表取締役                                                                                    |
| 経済産業大臣賞           | 「産業ロボット用3次元ビジョンセンサ」の開発                                             | 徐剛 立命館大学教授兼株式会社三次元メディア取締役代表執行役 仲道朋弘 株式会社三次元メディア執行役研究開発部長 |
| 経済産業大臣賞           | 「血液の遺伝子発現解析による消化器がんスクリーニング技術」の開発                        | 丹野博 株式会社キュービクス代表取締役社長 金子周一 金沢大学医薬保健学総合研究科長教授 |
| 国土交通大臣賞           | 巨大災害による膨大な廃棄物 世界初の大規模リサイクル利用                                 | 松崎富士夫 宮城県環境生活部参与（当時） 竹村公太郎 東北大学工学部客員教授（当時） 佐々木正充 石巻ブロック災害廃棄物処理業務特定共同企業体所長（当時） |
| 環境大臣賞               | データセンタの抜本的低炭素化とオフィス等への廃熱利用に関する共同技術開発                | 三宅功 NTTデータ先端技術株式会社代表取締役社長 大内厚 高砂熱学工業株式会社代表取締役社長 松岡茂登 大阪大学サイバーメディアセンター教授 村田正幸 大阪大学大学院情報科学研究科教授 萩田紀博 株式会社国際電気通信基礎技術研究所社会メディア総合研究所所長      |
| 日本経済団体連合会会長賞 | 腰補助ウェア「マッスルスーツ®」の開発                                                   | 藤本隆 株式会社イノフィス代表取締役社長 菊池功 株式会社菊池製作所代表取締役社長 小林宏 東京理科大学工学部第一部機械工学科教授 |
| 日本学術会議会長賞       | 短波長紫外LEDの開発                                                                     | 天野浩 名古屋大学大学院工学研究科教授 甲斐敏彦 日機装株式会社代表取締役社長 |

### 第14回表彰（2016年度・平成28年度）
| 賞名                             | 受賞案件名                                                                                               | 受賞者名 |
| -------------------------------- | --- | --- |
| 内閣総理大臣賞                   | 高性能不揮発性メモリとその評価・製造装置の開発、及び、国際産学連携集積エレクトロニクス研究開発拠点の構築 | 遠藤哲郎 東北大学国際集積エレクトロニクス研究開発センターセンター長・工学研究科教授 鄭基市 東京エレクトロン株式会社常務執行役員 山本正樹 キーサイト・テクノロジー・インターナショナル合同会社執行役員 |
| 科学技術政策担当大臣賞           | 医工連携による高機能人工関節と手術支援システムの開発                                                     | 中島義雄 帝人ナカシマメディカル株式会社代表取締役会長 京都大学大学院工学研究科機械理工学専攻医療工学分野 岡山県工業技術センター |
| 総務大臣賞                       | 「DAEDALUS」の開発に係る産学官連携                                                                       | 井上大介 国立研究開発法人情報通信研究機構サイバーセキュリティ研究所サイバーセキュリティ研究室室長 吉岡克成 横浜国立大学大学院環境情報研究院／先端科学高等研究院准教授 国峯泰裕 株式会社クルウィット代表取締役 |
| 文部科学大臣賞                   | 産学官連携による革新的超省エネ軟磁性材料（NANOMET®）の開発と工業化                                       | 牧野彰宏 東北大学金属材料研究所教授・東北大学リサーチプロフェッサー 梅原潤一 東北大学金属材料研究所特任教授（客員） 野村剛 東北大学未来科学技術共同研究センター特任教授（客員） |
| 厚生労働大臣賞                   | 重症心不全に対する再生医療製品—自己筋芽細胞シート「ハートシート®」—の開発に係る産学官連携                | 澤芳樹 大阪大学大学院医学系研究科教授 宮川繁 大阪大学大学院医学系研究科特任教授 鮫島正 テルモ株式会社執行役員 |
| 農林水産大臣賞                   | 海藻の高速攪拌塩漬法および装置の開発                                                                     | 石村眞一 石村工業株式会社代表取締役社長 小野寺宗仲 岩手県水産技術センター利用加工部主査専門研究員 |
| 経済産業大臣賞                   | 世界初・糖鎖を使った肝線維化診断システムの実用化                                                         | 成松久 国立研究開発法人産業技術総合研究所創薬基盤研究部門総括研究主幹 久野敦 国立研究開発法人産業技術総合研究所創薬基盤研究部門上級主任研究員 高浜洋一 シスメックス株式会社ICHビジネスユニット免疫・生化学プロダクトエンジニアリング本部長 |
| 経済産業大臣賞                   | シャーベット状海水氷製氷機の開発                                                                         | 永石博志 国立研究開発法人産業技術総合研究所北海道センターイノベーションコーディネータ 稲田孝明 国立研究開発法人産業技術総合研究所省エネルギー研究部門主任研究員 佐藤厚 株式会社ニッコー代表取締役 吉岡武也 北海道立工業技術センター研究開発部研究主幹 |
| 国土交通大臣賞                   | 下水汚泥消化ガスからの水素ステーション開発                                                               | 田島正喜 九州大学水素エネルギー国際研究センター客員教授 高島宗一郎 福岡市市長 宮島秀樹 三菱化工機株式会社エネルギープロジェクト室担当部長 中川浩司 豊田通商株式会社新規事業開発部部長 |
| 環境大臣賞                       | スラッジ再生セメントと産業副産物混和材を併用したクリンカーフリーコンクリート製品の開発研究               | 閑田徹志 鹿島建設株式会社技術研究所主席研究員 大川憲 三和石産株式会社テスティング事業部課長 笠井哲郎 東海大学工学部土木工学科教授 |
| 日本経済団体連合会会長賞         | 「マイクロ波を利用した製造プロセス」の開発に係る産学官連携                                               | 塚原保徳 大阪大学大学院工学研究科マイクロ波化学共同研究講座特任准教授 吉野巌 マイクロ波化学株式会社代表取締役社長 |
| 日本学術会議会長賞               | ヒトiPS細胞由来心血管系細胞三種混合多層体の開発                                                          | 山下潤 京都大学iPS細胞研究所教授 田畑泰彦 京都大学再生医科学研究所教授 角田健治 iHeart Japan株式会社代表取締役 |
| 産学官連携功労者選考委員会特別賞 | 山形発 地域からイノベーションを起こす学金連携システム                                                    | 小野浩幸 山形大学学術研究院（大学院理工学研究科）教授 米沢信用金庫 株式会社荘内銀行 |
| 産学官連携功労者選考委員会特別賞 | カーボンナノチューブ研究開発に於ける産学官連携                                                           | 湯村守雄 国立研究開発法人産業技術総合研究所ナノチューブ実用化研究センター首席研究員 畠賢治 国立研究開発法人産業技術総合研究所ナノチューブ実用化研究センター研究センター長 友納茂樹 国立研究開発法人産業技術総合研究所ナノチューブ実用化研究センター招聘研究員 上野光保 技術研究組合単層CNT融合新材料研究開発機構CNT事業部長補佐 荒川公平 日本ゼオン株式会社特別経営技監 |

### 第15回表彰（2017年度・平成29年度）
| 賞名                                 | 受賞案件名 | 受賞者名 |
| ------------------------------------ | --- | --- |
| 内閣総理大臣賞                       | 単結晶ダイヤモンドの工業製品化 | 藤森直治 株式会社イーディーピー代表取締役社長 茶谷原昭義 国立研究開発法人産業技術総合研究所 上級主任研究員 山田英明 国立研究開発法人産業技術総合研究所 主任研究員 杢野由明 国立研究開発法人産業技術総合研究所研究チーム長                    |
| 科学技術政策担当大臣賞               | 「フレキシブル有機エレクトロニクス実用化基盤技術」の開発に係る産学官連携                                                                         | 仲田仁 国立大学法人山形大学有機エレクトロニクスイノベーションセンター センター長代理産学連携教授 向殿充浩 国立大学法人山形大学有機エレクトロニクスイノベーションセンター 産学連携教授                                                        |
| 科学技術政策担当大臣賞（地方創生賞） | 開発提案から知財創出・販路開拓まで包括支援型御用聞き企業訪問により次々と新製品を生み出す新しい地域産学官連携モデル「ふくいろキラリプロジェクト」 | 堀切川一男 国立大学法人東北大学大学院工学研究科 教授 立花志明 株式会社山川印刷所代表取締役社長 内堀雅雄 福島県知事 |
| 総務大臣賞                           | 聴覚障害者等支援アプリ「こえとら」の開発と展開に係る産学官連携                                                                                   | 葦苅豊 国立研究開発法人情報通信研究機構 先進的音声翻訳研究開発推進センター統合システム開発室 室長 小林照二 株式会社フィート 代表取締役 有木節二 一般社団法人電気通信事業者協会 専務理事                                                      |
| 文部科学大臣賞                       | 省エネルームエアコンのグローバル普及を実現する電源高調波規制適合ローコストインバータの開発                                                       | 大石潔 国立大学法人長岡技術科学大学大学院工学研究科 教授 芳賀仁 国立大学法人長岡技術科学大学大学院工学研究科 准教授 関本守満 ダイキン工業株式会社テクノロジー・イノベーションセンター 主任技師                                               |
| 厚生労働大臣賞                       | 乳房専用PET装置「Elmammo」の開発に係る産学官連携                                                                                                 | 山谷泰賀 国立研究開発法人量子科学技術研究開発機構 放射線医学総合研究所 計測・線量評価部 チームリーダー 中本裕士 国立大学法人京都大学 医学部附属病院 放射線部 准教授 北村圭司 株式会社島津製作所 基盤技術研究所 放射線技術ユニット ユニット長 |
| 農林水産大臣賞                       | 超強力小麦「ゆめちから」とそれを利用した国内産小麦によるパンの開発にかかる産学官連携                                                             | 盛田淳夫 敷島製パン株式会社代表取締役社長 山内宏昭 国立大学法人帯広畜産大学生命・食料科学研究部門 教授 国立研究開発法人農業・食品産業技術総合研究機構北海道農業研究センター ゆめちから育成グループ                                           |
| 経済産業大臣賞                       | 国際標準化による樹脂/金属異種材料接合体の海外事業展開                                                                                            | 堀内伸 国立研究開発法人産業技術総合研究所 ナノ材料研究部門 上級主任研究員 成富正徳 大成プラス株式会社 会長 |
| 経済産業大臣賞                       | ロボットOS「RTミドルウェア」の研究開発と標準化                                                                                                   | 安藤慶昭 国立研究開発法人産業技術総合研究所ロボットイノベーション研究センター 研究チーム長 一般社団法人日本ロボット工業会 ロボットビジネス推進協議会 公益社団法人計測自動制御学会 SI部門 RTシステムインテグレーション部会                    |
| 国土交通大臣賞                       | 「ECM（エネルギー・CO2ミニマム）セメント・コンクリートシステム」の開発に係る産学官連携                                                           | 青木雅路 ECM共同研究開発チーム 株式会社竹中工務店技術研究所地盤基礎部門 専門役 坂田昇 ECM共同研究開発チーム 鹿島建設株式会社土木管理本部土木技術部長 坂井悦郎 国立大学法人東京工業大学物質理工学院材料系 特任教授                            |
| 環境大臣賞                           | 「アスベスト迅速検出装置」の開発に係る産学官連携                                                                                                 | 黒田章夫 国立大学法人広島大学大学院先端物質科学研究科 教授 関口潔 有限会社シリコンバイオ開発部部長 取締役 高橋達也 株式会社オプトサイエンス営業部                                                                                            |
| 日本経済団体連合会会長賞             | 蓄電池産業の競争力強化に資する世界最先端の電池研究開発                                                                                           | 小久見善八 国立大学法人京都大学 名誉教授 |
| 日本学術会議会長賞                   | 「細胞製人工血管の臨床開発」に係る産学官連携 | 秋枝静香 株式会社サイフューズ 取締役 中山功一 国立大学法人佐賀大学医学部臓器再生医工学講座 教授 伊藤学 国立大学法人佐賀大学医学部胸部心臓血管外科 助教                                                                                       |
| 産学官連携功労者選考委員会特別賞     | 産学官連携による革新的な自動車用熱可塑性炭素繊維強化プラスチック (CFRTP)部材の研究開発と製品化準備                                               | 佐宗章弘 国立大学法人名古屋大学 大学院工学研究科 航空宇宙工学専攻 教授 石川隆司 国立大学法人名古屋大学 ナショナルコンポジットセンター 特任教授                                                                                               |

受賞者の所属・役職および受賞団体の名称は、受賞時のもの。